# (464499) 2016 BU72
(464499) 2016 BU72 es un asteroide perteneciente al cinturón de asteroides, descubierto el 3 de mayo de 2010 por el equipo Spacewatch desde el Observatorio Nacional de Kitt Peak (Arizona, Estados Unidos).